# طهماسب قولي خان
طهماسب قولي خان (الفارسية:  طهماسب قلی خان؛ تُوفي سنة 1626) كان من الأرستقراطيين، وشغل منصب الحاكم الصفوي لكرمان من عام 1624/1625. وخلفه أمير خان ذو القدر.